# ラブドドン

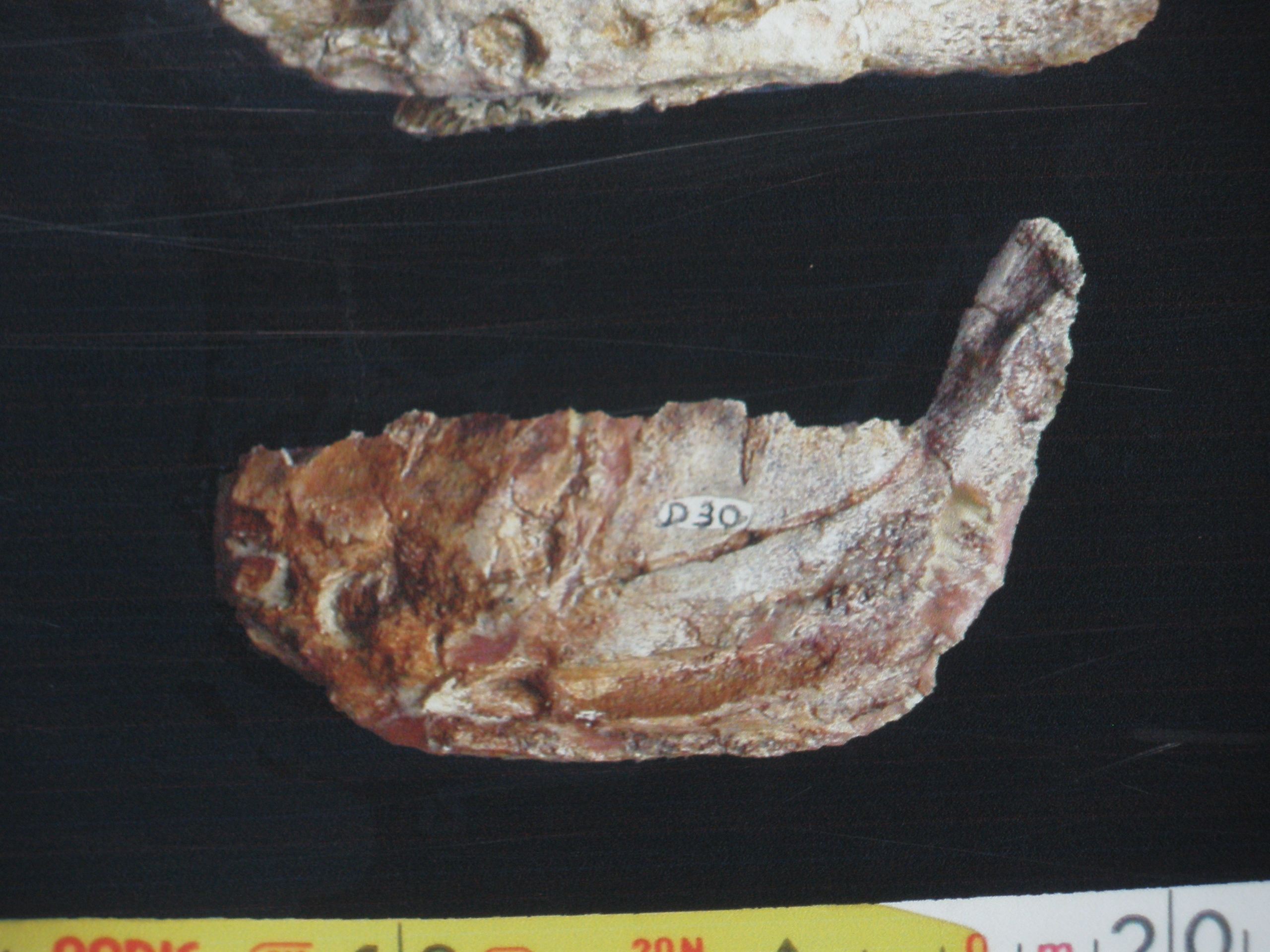
Rhabdodon septimanicusの化石

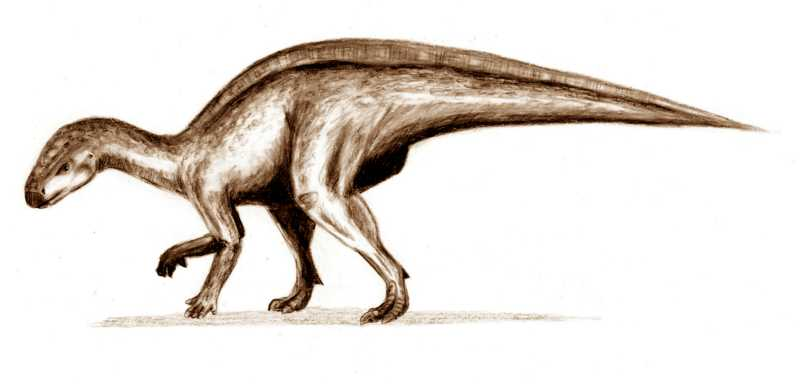
Rhabdodon priscusの復元図

ラブドドン（学名 Rhabdodon　「溝のある歯」の意味）は、後期白亜紀（約7000万年前）に現在のヨーロッパに生息していた、鳥脚類恐竜の属の一つである。体格は非常にがっしりしていて「ヒプシロフォドン科」（非イグアノドンティア鳥脚類）のものとよく似ているが、現在の全ての系統解析からヒプシロフォドン科は自然分類群でないことが判っており、ラブドドンはいずれの結果でも基底的なイグアノドンティアに位置づけられる。この属のタイプ種はRhabdodon priscusである。他にもう一種1991年に記載されたR. septimanicus (Buffetaut and Le Loeuff)があるがこの種はかつて同種と考えられてきたものである。現在までにスペイン、フランス、ルーマニアのハツェグ島で発見されているが、チェコでも非常によく似た恐竜（大腿骨と後肢の断片）の化石が発見されている。チェコの標本はRhabdodontidae indet.とのみ同定されていて、フランスの標本は現在R. spとされているものの潜在的には独自の種である可能性がある。近縁種と比較して大型であり、最近の論文( Ősi et al. (2012))によればラブドドン科の基底的な状態よりも大きい。このことはかつて示唆された島での矮小化ではなく実際には本土での大型化が生じたことを示唆する。

## 大衆文化において
ディスカバリーチャンネルのテレビ番組『ダイナソー・プラネット』の「ピロラプトルの漂流記」で登場しているものの、「小型のイグアノドン」と呼ばれている。